# Centro de Investigación Social Independiente
El Centro de Investigación Social Independiente (en alfabeto cirílico: Центр независимых социологических исследований (ЦНСИ); romanización: Tsentr nezavisimykh sotsiologicheskikh issledovany) es un instituto de investigación no gubernamental, que trabaja cuatro áreas fundamentales: proyectos de investigación social; desarrollo profesional de jóvenes sociólogos; la creación de redes profesionales en ciencias sociales; experiencia y consultas en área de sociología. Las actividades del CISR son financiadas principalmente por medio de fondos y organizaciones filantrópicas, tanto rusas como internacionales.

## Historia
La idea de establecer un centro independiente de sociología nació a finales de la década de 1980, por parte de Viktor Voronkov y Oleg Vite, quienes en aquel momento se encontraban empleados en la división de Leningrado del Instituto de Sociología de la Academia de las Ciencias (URSS). Inspirados por los vertiginosos cambios sociales y políticos que se daban en Rusia, reunieron un grupo de entusiastas y comenzaron a conducir sus propios proyectos de investigación independiente. Edward Fomin, Elena Zdravomyslova, y Ingrid Oswald participaron activamente en la consolidación de esta idea. Todos compartían el deseo de crear una estructura de investigación flexible y democrática, que fuera capaz de responder a las demandas de una sociedad rusa en constante cambio, y promover la integración de los sociólogos rusos a la comunidad sociológica internacional. En realidad, el Centro comenzó a trabajar algunos años antes de que fuera registrado legalmente en 1991.
En 1994, el Centro adquirió un apartamento convertido en oficina en la isla Vasileostrovsky. Gracias a la participación activa de Ingrid Oswald y el apoyo de Peter Lock y otros colegas y amigos del Centro, el CISR rápidamente desarrollo/recibió una creciente cantidad de becas de fundaciones internacionales, condujo varios proyectos de investigación, y se volvió un actor visible en la comunidad sociológica en Rusia y a nivel internacional. En el 2000, el CISR fue capaz de adquirir un espacio de oficina en Ligovsky Prospekt gracias a una beca de la Fundación Ford. El año siguiente (2001), el CISR recibió su primera beca institucional de la Fundación John D. and Catherine T. MacArthur.

## Contribución a las Discusiones Científicas
Los empleados del Centro trabajaron duramente para asegurar que el enfoque constructivista (marginal para Rusia en la década de 1990) y los métodos cualitativos fueran incluidos en el arsenal de los investigadores rusos. Esto fue posible gracias a varios factores: con la celebración de conferencias metodológicas internacionales como “El Método Biográfico de Estudio de Sociedades Post-socialistas (1996)”; llevando a cabo proyectos educativos centrados en la popularización de los métodos cualitativos para la investigación entre los jóvenes sociólogos; y la publicación de libros detallando los resultados de estudios empíricos, incluyendo “La construcción de la etnicidad: Comunidades Étnicas en San Petersburgo (1998)”. Continuando con la tradición de investigar procesos sociales relevantes, desarrollando nuevos enfoques para la investigación social, e integrándose a la comunidad internacional, el CISR ha organizado varias conferencias: “Las Ciencias Sociales, El Discurso Racial, y Las Prácticas Discriminatorias” (2004), “El Método Biográfico de Estudio de Sociedades Post-socialistas: 10 años después” (2006), “El Campo Ruso: Una mirada desde el extranjero” (2009).
El Centro se ha ocupado siempre de la socialización de jóvenes investigadores. Desde 1998, el CISR ha cooperado con la Fundación Heinrich Boell (Moscú/Berlín), trabajando para crear un programa de becas para jóvenes investigadores talentosos. En el 2000, el Foro Germano-Ruso y la Fundación Robert Bosch otorgaron una medalla conmemorativa al CISR por su “contribución a la formación de jóvenes investigadores”. Desde el 2003, el CISR ha organizado talleres de métodos de investigación cualitativa para estudiantes del Centro de Educación Sociológica, Instituto de Sociología, Academia Rusa de las Ciencias (Moscú). En 2004 y 2005, un programa análogo fue abierto en colaboración con la escuela superior Osterlens Folkhogskola (Tomelilla, Suecia) para estudiantes suecos.
En 2004, el CISR inició la creación de la Convención de Centros Sociológicos Independientes de Rusia (Convention of Independent Sociological Centers of Russia CISC) que unió alrededor de 20 organizaciones de investigación. Bajo la dirección de la Convención, los primeros dos libros de la serie Métodos Cualitativos en la Investigación Social fueron publicados: I. Shteinberg, T. Shanin, E. Kovalev, A. Levinson, “Qualitative Methods”. “Sociological Field Studies” y una colección de artículos “Leave in Order to Stay: the Sociologist in the Field”.

## Estructura de Organización
El CISR emplea a 22 individuos: 12 de ellos con grado de Doctor, varios otros se encuentran trabajando en su disertación de tesis. Las áreas profesionales de investigación incluyen:
- Migración, etnicidad y nacionalismo
- Fronteras y comunidades fronterizas
- Estudios de género
- Sociología ecológica
- Estudios sociales de economía
- Derecho y sociedad
- Estudios Urbanos

Aproximadamente 30 proyectos de investigación se llevan a cabo cada año. Las experiencias de los investigadores sirven de base para los cursos académicos que enseñan en importantes instituciones rusas y extranjeras, que incluyen: la Universidad Europea de San Petersburgo, La Universidad Estatal de San Petersburgo, la Escuela Superior de Economía (San Petersburgo), la Universidad Libre de Berlín, la Universidad Humboldt de Berlín, la Universidad de Friburgo, la Universidad del Este de Finlandia, la Universidad de Helsinki, la Universidad Johns Hopkins (EE. UU.), la Universidad de Yale (EE. UU.), entre otras.